# (375176) Béziau
(375176) Béziau est un astéroïde de la ceinture principale.

## Description
(375176) Béziau est un astéroïde de la ceinture principale. Il fut découvert le 28 février 2008 à Nogales dans l'Arizona par Jean-Claude Merlin. Il présente une orbite caractérisée par un demi-grand axe de 2,30 UA, une excentricité de 0,13 et une inclinaison de 7,0° par rapport à l'écliptique.